# Efrén Reyes
Efrén Manalang Reyes, detto Bata ("bambino" in tagalog, per distinguerlo da un altro giocatore di biliardo più anziano con lo stesso nome), e "Il Mago" (per la sua abilità sul tavolo da biliardo) (26 agosto 1954), è un giocatore di biliardo filippino, spesso considerato il più grande giocatore di biliardo americano di tutti i tempi,
e particolarmente famoso per la sua abilità nella difficile disciplina del one-pocket.

## Palmares
Vincitore di oltre 100 titoli internazionali, Reyes è il primo giocatore ad aggiudicarsi il campionato mondiale WPA in due diverse discipline di biliardo americano. 
Tra i suoi numerosi titoli, Reyes è campione del mondo WPA 9-Ball e campione del mondo WPA 8-Ball, vincitore dello U.S. 9-Ball Championship, quattro volte vincitore del Sands Regency 9-Ball Open, quattro volte vincitore dell'All Japan Championship, sette volte campione asiatico del WPA 9-Ball Tour e tredici volte vincitore del Derby City Classic.
Reyes rappresentò anche le Filippine alla Coppa del Mondo di Biliardo, che vinse con il suo compagno Francisco Bustamante nel 2006 e nel 2009.

## Sfide individuali
Reyes sconfisse il campione statunitense Earl Strickland nella sfida "Il colore dei soldi" nel 1996. L'evento prevedeva un confronto in tre giorni sulla distanza di 120 partite a "palla 9". In quell'occasione Reyes vinse 100.000 dollari, il premio più alto nella storia del biliardo all'epoca per un singolo evento.
Nel 2001 fu organizzata la rivincita e vinse nuovamente Reyes.
Reyes è il giocatore di biliardo che ha accumulato i maggiori guadagni annuali per sette volte: nel 1995, 1999, 2001, 2002, 2004, 2005 e 2006. Detiene anche il record per guadagni in una singola stagione, con 645.000 dollari guadagnati nel 2006.

## Riconoscimenti
- Nel 2003 è stato inserito nella Billiard Congress of America Hall of Fame.[4]
- Nel 2024 nella World Billiards Hall of Fame presso il World Billiards Museum di Yushan, in Cina.
- Nel 2010, Reyes è stato nominato "Giocatore del decennio" per gli anni 2000 dalla United States Billiard Media Association.
- Nel 2024, il Matchroom World 9-ball Tour annunciò l'inaugurazione della Reyes Cup a Manila, nelle Filippine, in suo onore, dal 17 al 20 ottobre.